# Tallinn Open 2022
Tallinn Open 2022 este un turneu profesionist de tenis feminin disputat pe terenuri dure acoperite, la Centrul de tenis FORUS și programat între 26 septembrie și 2 octombrie 2022. Este primul turneu din istoria Asociației de tenis feminin (WTA) a avut loc la Tallinn, Estonia și este organizat ca un turneu WTA 250 pe Circuitul WTA 2022.

## Campioni

### Simplu
Pentru mai multe informații consultați Tallinn Open 2022 – Simplu

### Dublu
Pentru mai multe informații consultați Tallinn Open 2022 – Dublu

## Puncte și premii în bani

### Puncte
| Probă          | C   | F   | SF  | QF | R16 | R32 | Q   | Q2  | Q1  |
| Simplu feminin | 280 | 180 | 110 | 60 | 30  | 1   | 18  | 12  | 1   |
| Dublu feminin  | 280 | 180 | 110 | 60 | 1   | N/A | N/A | N/A | N/A |

### Premii în bani
| Probă  | C       | F       | SF      | QF     | R16    | R32    | Q2     | Q1     |
| Simplu | $31,000 | $18,037 | $10,100 | $5,800 | $3,675 | $2,675 | $1,950 | $1,270 |
| Dublu* | $10,800 | $6,300  | $3,800  | $2,300 | $1,750 | N/A    | N/A    | N/A    |

*per echipă